# Óscar Bagüí
Óscar Dalmiro Bagüí Angulo (* 10. prosince 1982) je ekvádorský fotbalový obránce a reprezentant, od roku 2011 hráč ekvádorského klubu CS Emelec.

## Klubová kariéra
- CD Olmedo 2003–2007
- Barcelona SC 2008–2009
- CD Universidad Católica 2010–2011
- CS Emelec 2011–

## Reprezentační kariéra
V A-mužstvu Ekvádoru debutoval v roce 2005.
Kolumbijský trenér Ekvádoru Reinaldo Rueda jej nominoval na Mistrovství světa 2014 v Brazílii, kde Ekvádor po prohře 1:2 se Švýcarskem, výhře 2:1 nad Hondurasem a remíze 0:0 s Francií obsadil se čtyřmi body nepostupové třetí místo v základní skupině E.